# Улица Орджоникидзе (Новокузнецк)
У́лица Орджоники́дзе — одна из улиц в Новокузнецке. Начала функционировать в 1939 году. Длина — 3 км. Проходит от НКМК через площадь Маяковского и речку Абу до центра города. По улице проложены трамвайные пути. На улице располагались различные проектные институты: Орджоникидзе 9 — Сибгипроруда, Орджоникидзе 18 — Сибирский промстройпроект, Орджоникидзе 35 — Сибгипромез.

## История
27 января 1935 года, постановлением N 77, президиума Сталинского горсовета, улица была названа в честь Орджоникидзе. Застройка к северу от проспекта Металлургов началась в послевоенные годы. Большая часть улицы, примерно до нынешней площади Маяковского, находилась в районе «Нижняя Колония», которая с 1941 по 1960 годы входила в Орджоникидзевский район (не имеющий ни какого отношение к географии одноимённого современного района). С 1979 часть улицы Орджоникидзе стала Кузнецкстроевским проспектом.

## Транспорт
- Троллейбусная линия на площади Маяковского (пересечении с проспектом Металлургов). Маршруты № 1, 2, 6, 6а, 7.
- Трамвайная линия (маршруты № 2, 5, 9)
- Автобусы № 28, 53, 54, 88

### Остановки
- КМК — конечная трамвая № 2, 5, 9
- Театр Металлургов (ул. Орджоникидзе) — расположена рядом с вышеупомянутым КМК — автобусы № 28 (до Левого берега), 53, 54, 88.
- Проектная/Горэлектроесть — трамваи № 2, 5, 9, автобусы № 28 (до Левого берега), 53, 54, 88.
- Пирогова — трамваи № 2, 5, 9
- Дворец Строителей — расположен рядом с вышеупомянутой ул. Пирогова — автобусы № 28 (до Левого берега), 53, 54, 88.
- Площадь Маяковского (ул. Орджоникидзе) — трамваи № 2, 5, 9, автобус № 28
- ЦУМ — трамваи № 2, 5, 9, автобус № 28

## Известные здания
- 5 — Сибирский тяжпромэлектропроект
- 7 — «Кузбасский государственный технический университет имени Т. Ф. Горбачёва». Филиал в г. Новокузнецке.
- 7а — Центрпродсервис
- 8а — «Кузбасский государственный технический университет имени Т. Ф. Горбачёва». Филиал в г. Новокузнецке. Главный корпус
- 9 — Западно-Сибирский испытательный центр
- 11 — Новокузнецкий полиграфкомбинат. Кузнецкий рабочий
- 13 — Сибгипроруда
- 15 — Кузбасский колледж архитектуры, строительства и цифровых технологий. До 2008 Новокузнецкий монтажный техникум (затем корпус Новокузнецкого строительного техникума)
- 18 — Сибирский промстройпроект
- 35 — ЦУМ (Новокузнецк) — размещались Издательский дом Франт, Сибгипромез, ныне Green-House
- 37 — Комплекс Фрегат

## Мост
Мост через Абу по улице Орджоникидзе длиной 40 метров, шириной в 21 и грузоподъёмностью 36 тонн, был сдан в 1971 году.